# SSV-33 Oural

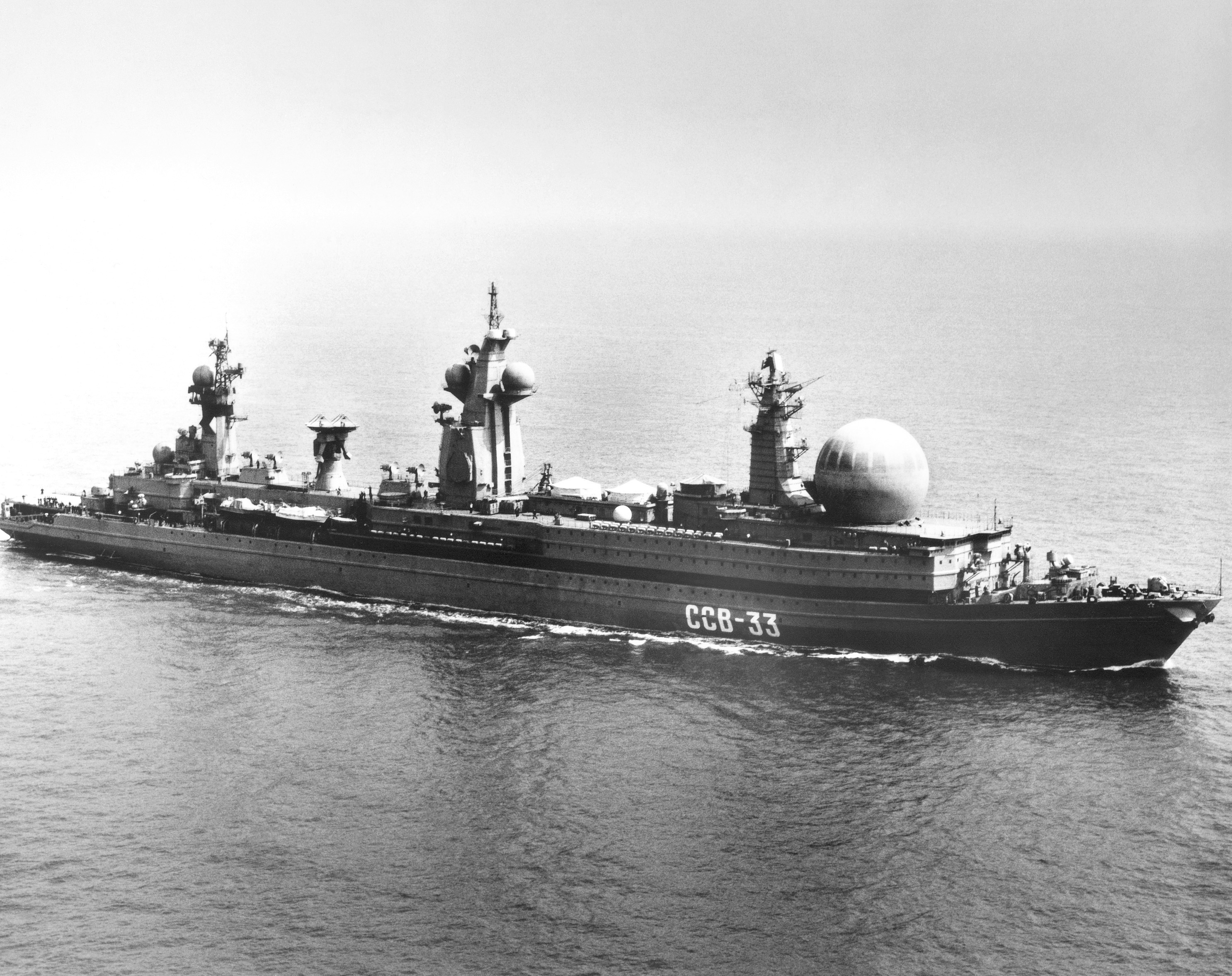
Le SSV-33 Oural le 1er janvier 1988.

SSV-33 Oural est le nom d'un navire collecteur de renseignements de la marine russe. Il est retiré du service.